# María Elena Maseras
María Elena Maseras, född 1853, död 1905, var en spansk lärare. 
Hon fick år 1872 dispens att studera vid Barcelonas universitet, accepterades som student i medicin 1875, och avlade examen 1882. Hennes exempel utgjorde ett precedensfall som användes för att tillåta kvinnor att studera vid universitet i Spanien. Hon fullföljde dock inte den fulla examensprocessen och blev aldrig läkare, utan var verksam som lärare.